# Grand Prix d'Ouverture La Marseillaise 1995
Il Grand Prix d'Ouverture La Marseillaise 1995, sedicesima edizione della corsa e valido come evento del circuito UCI categoria 1.4, si svolse il 31 gennaio 1995 su un percorso di 142,6 km, con partenza da Aubagne e arrivo a Gardanne, in Francia. La vittoria fu appannaggio del belga Stéphane Hennebert, che completò il percorso in 3h22'40", alla media di 42,217 km/h, precedendo il connazionale Nico Mattan e l'italiano Gianluca Pianegonda.
Sul traguardo di Gardanne 114 ciclisti portarono a termine la competizione.

## Ordine d'arrivo (Top 10)
| Pos. | Corridore            | Squadra                 | Tempo    |
| ---- | -------------------- | ----------------------- | -------- |
| 1    | Stéphane Hennebert   | Le Groupement           | 3h22'40" |
| 2    | Nico Mattan          | Lotto-Isoglass          | a 1'36"  |
| 3    | Gianluca Pianegonda  | Polti-Granarolo-Santini | a 1'40"  |
| 4    | Francisque Teyssier  | Festina-Lotus           | a 1'43"  |
| 5    | Jean-Paul van Poppel | Le Groupement           | s.t.     |
| 6    | Marc Sergeant        | Lotto-Isoglass          | s.t.     |
| 7    | Bruno Thibout        | Castorama               | s.t.     |
| 8    | Hendrik Redant       | TVM-Polis Direct        | s.t.     |
| 9    | Jean-Claude Colotti  | Gan                     | s.t.     |
| 10   | Jean-Jacques Henry   | Festina-Lotus           | s.t.     |